# Canly
Canly település Franciaországban, Oise megyében. Lakosainak száma 743 fő (2022. január 1.). Canly Arsy, Longueil-Sainte-Marie, Le Fayel, Grandfresnoy és Jonquières községekkel határos.

## Népesség
A település népességének változása:
| Lakosok száma | 804  | 808  | 814  | 782  | 771  | 765  | 754  | 746  | 743  |
|               | 2013 | 2015 | 2016 | 2017 | 2018 | 2019 | 2020 | 2021 | 2022 |